# Jan Kowalski (1906–1943)
Jan Kowalski (ur. 1906, zm. 15 lipca 1943) – polski rolnik, stracony za pomaganie Żydom podczas II wojny światowej. 

## Życiorys
Jan Kowalski wraz z żoną Ludwiką i dwójką synów mieszkał we wsi Helenów na Mazowszu. Rodzina utrzymywała się z gospodarstwa rolnego. Było ono oddalono o około 4 km od domu Józefa i Józefy Dmochów.
Do wybuchu wojny i wprowadzeniu niemieckiej okupacji w Stanisławowie utworzono getto. Po jego likwidacji, części Żydom udało się zbiec. Dmochowie ukryli w swoim gospodarstwie około dziesięciorga Żydów.
W lipcu 1943 kryjówka została odkryta przez niemiecką ekspedycję. Część Żydów zastrzelono podczas próby ucieczki z obory. Sześciu Żydom oraz dzieciom Dmochów udało się zbiec. Małżeństwo Dmochów przewieziono do siedziby Gestapo w Radzyminie. Po drodze w ramach odpowiedzialności zbiorowej aresztowano także Jana Kowalskiego jako podsołtysa Helenowa i jego żonę Ludwikę za to, że nie poinformowali o tym, że Dmochowie ukrywają Żydów.
Schwytanych Żydów zastrzelono bez sądu. Małżeństwa Dmochów i Kowalskich poddano przesłuchaniom i torturom. Po kilku dniach Jana Kowalskiego oraz Dmochów skazano na karę śmierci przez rozstrzelanie. Wyrok wykonano 15 lipca 1943. Ich ciała zakopano we wspólnym grobie w lesie pod Radzyminem. Ludwikę Kowalską, dzięki wstawiennictwu Józefy Dmoch, zwolniono z aresztu.

## Upamiętnienie
14 czerwca 2022 w Poświętnem z inicjatywy Instytutu Pileckiego uroczyście odsłonięto tablicę upamiętniającą Jana Kowalskiego oraz małżeństwo Dmochów w ramach projektu Zawołani po imieniu. W wydarzeniu uczestniczyli między innymi wnuk Jana Kowalskiego – Wojciech Kowalski oraz wnuczka Józefa i Józefy Dmochów – Grażyna Prostko.